# Teoria de l'autodeterminació

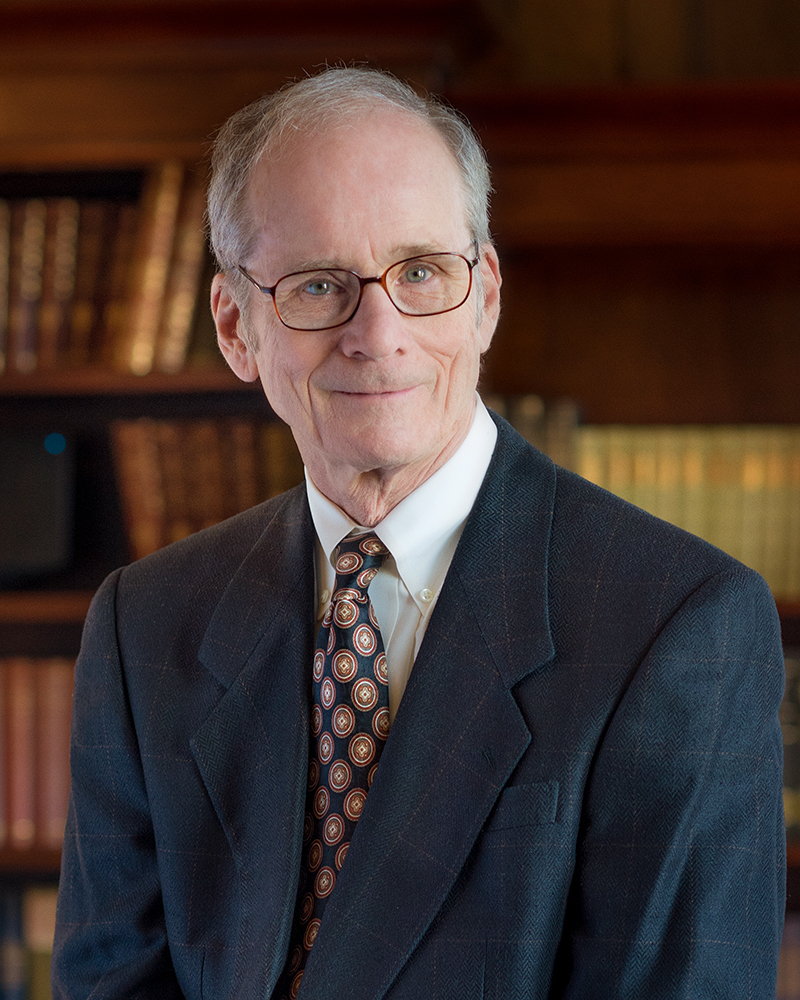
Edward L. Deci

La Teoria de l'Autodeterminació de Deci i Ryan (1985) és un model que explica com la motivació humana està present en molts àmbits de la vida.
Els estudis mostren que la motivació autodeterminada està molt relacionada amb la motivació intrínseca. D'altra banda, la motivació extrínseca i els seus mecanismes reguladors afavoreixen conductes no autodeterminades, i poden arribar a inferir falta de motivació. La gran part de les teories sobre la motivació humana es basen en el fet que: 
- Les persones responen davant reforços positius i negatius (premis i càstigs) i
- acostumen a analitzar de manera raonada què els interessa més.

Durant els anys 70 Edward L. Deci, professor de psicologia de la Universitat de Rochester, va realitzar una sèrie d'experiments que van obtenir els resultats següents:
- Les recompenses poden incrementar una mica la motivació quan es tracta de fer tasques repetitives i avorrides.
- Quan les tasques requereixen pensament creatiu, les recompenses no solament no ajuden sinó que fins i tot poden perjudicar.

Com a tret sorprenent dels resultats de l'experiment, es va observar que els grups de persones que no rebien un premi extern obtenien millors resultats que els que eren premiades. D'aquesta manera es pot entendre que si la motivació interna es substitueix per una recompensa, fa disminuir la creativitat. Un altre factor a destacar és que les recompenses poden animar a la gent a buscar dreceres, enganys i comportaments poc ètics.
La Teoria de l'Autodeterminació inclou tres necessitats psicològiques bàsiques que cal aconseguir per fomentar la salut i el benestar. Aquestes necessitats innates asseguren un creixement òptim:
- Competència: es busca control sobre el que es fa
- Autonomia: es busca ser els que marquen les directrius
- Relacions: es busca interconnexió i relació

Així doncs, per motivar i intentar aconseguir que cadascú aporti el millor d'ell mateix, el millor no és voler motivar directament, sinó crear un entorn adequat per satisfer les necessitats naturals de l'individu.